# Kobus vardonii

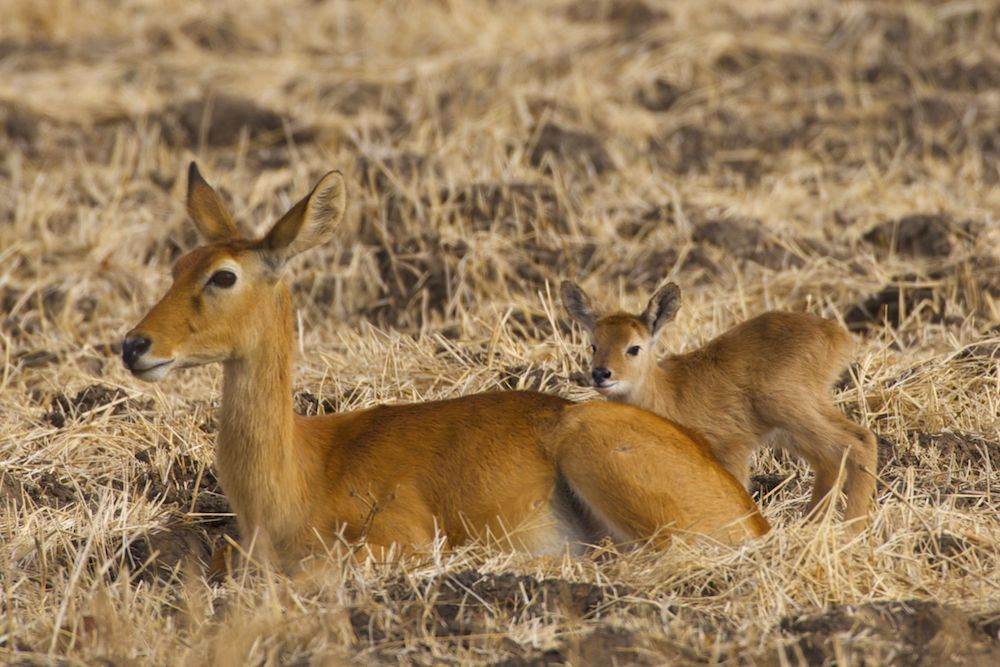
Hembra Puku y su cría en South Luangwa NP, Zambia.

El pucú (Kobus vardonii) es una especie de mamífero artiodáctilo de la familia Bovidae. Habita los humedales de Angola, Botsuana, el sur de la República Democrática del Congo, Malaui, Tanzania y Zambia.

## Subespecies
Se reconocen las siguientes subespecies:
- Kobus vardonii vardonii – Sureste de Angola, Suroeste de Zambia, norte de Botsuana y noreste de Namibia, Región de Zambezi.
- Kobus vardonii senganus – Suroeste de Tanzania, este de la República Democrática del Congo, norte de Zambia y Malawi.